# 道の駅あいづ 湯川・会津坂下
道の駅あいづ 湯川・会津坂下（みちのえき あいづ ゆがわ・あいづばんげ）は、福島県河沼郡湯川村にある国道49号の道の駅である。

## 概要
当駅は、同郡湯川村と同郡会津坂下町が共同で整備し、2014年10月2日にオープンした。2つの自治体が共同で道の駅を整備した全国初の事例で、東北で初めて水防拠点となる「河川防災ステーション」を備えている。隣接する阿賀川の河川敷は親水空間とし、芝生敷きの多目的広場とアスファルトの消防訓練広場が広がっている。

## 施設
- 駐車場[5]
  - 小型車 100台
  - 大型車 11台
  - 身障者用 3台
- トイレ 計42器・身障者用 3器
- 農産物直売所（9:00 - 19:00）
- レストラン（11:00 - 19:00）
- イベント展示スペース
- 交流促進施設（水防センター）
- 多目的広場
- ジェラート店（9:00 - 18:00）[6]
- 道路情報コーナー
- 公衆電話

## 休館日
- ２月第３水曜日

## アクセス
- 国道49号（重複：国道252号） - 登録路線
- 福島県道33号会津坂下河東線

### バス停留所
会津乗合自動車の運行する路線バス・高速バスが発着する。
- 夢街道会津号　王子駅・池袋駅・バスタ新宿（新宿駅）行き
- 坂下線　七日町駅・会津若松駅行き／坂下営業所行き
- 坂下・会津医療センター線　会津医療センター行き／坂下営業所行き

## 周辺
- 阿賀川

## その他
- 2018年11月8日-9日、新潟県から茨城県までの間で、引退した新幹線車両がトレーラー輸送された際の滞泊地となったことがある[7]。